# Giovanni Zambotto
Giovanni Zambotto (Padova, 11 febbraio 1896 – Padova, 15 novembre 1977) è stato un calciatore italiano, di ruolo attaccante.

## Carriera
Gioca con il Padova in Promozione (all'epoca secondo livello del calcio italiano), in Prima Categoria (3 stagioni), Prima Divisione e Divisione Nazionale, disputando in totale 49 partite segnando 10 reti. Debutta il 13 aprile 1913 nella derby Petrarca-Padova (6-0). Gioca la sua ultima partita con i biancoscudati il 26 dicembre 1926 in Sampierdarenese-Padova (3-0).